# Гольцовка (железнодорожная станция, Пензенская область)
Гольцо́вка — населённый пункт (тип: станция) в Лунинском районе Пензенской области. Входит в состав Родниковского сельсовета.

## География
Населённый пункт расположен в северной части Пензенской области, на расстоянии примерно 8 км (по прямой) к западу-северо-западу от Лунино, административного центра района.
Часовой пояс
Населённый пункт Гольцовка как и вся Пензенская область, находится в часовой зоне МСК (московское время). Смещение применяемого времени относительно UTC составляет +3:00.

## Население
| 1926 | 1930 | 1959 | 1979 | 1989 | 1996 | 2002 |
| ---- | ---- | ---- | ---- | ---- | ---- | ---- |
| 36   | ↗37  | ↗159 | ↘128 | ↘98  | ↘95  | ↘70  |
| 2010 |      |      |      |      |      |      |
| ↘35  |      |      |      |      |      |      |

Национальный состав
Согласно результатам переписи 2002 года, в национальной структуре населения русские составляли 97 % из 70 чел.